# 白樟镇
白樟镇是中国福建省福州市闽清县下辖的一个镇。

## 行政区划
白樟镇下辖以下地区：
白樟社区、白南村、樟山村、半山村、溪南村、云渡村、下炉村、白云村、前庄村、小园村、横坑村、白洋村、池埔村和园头村。